# Kaupinam

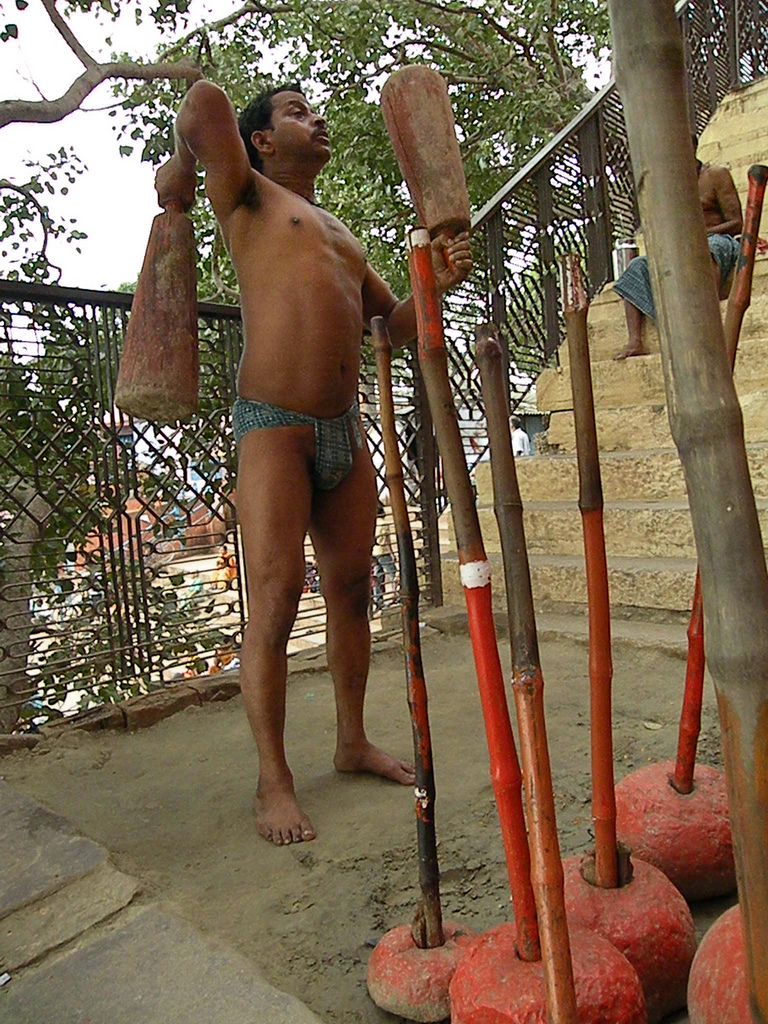
Un pehlwan sfoggia un lungooty.

Il kaupinam o langot (langoṭī) è un perizoma indossato dagli uomini del subcontinente indiano come biancheria intima o abbigliamento sportivo. Si tratta sostanzialmente di una striscia rettangolare di stoffa usata per coprire i genitali con l'aiuto di lacci fissati alle quattro estremità della tessuto per legarla intorno alla vita e tra le gambe. 
È stato usato molto in India, ed è ancora comunemente indossato nell'Asia meridionale da lottatori e praticanti di Kalaripayattu e Pehlwani. Questi perizomi a pannolino possono essere di qualsiasi colore, ma i langot rossi sono particolarmente apprezzati.

## Uso

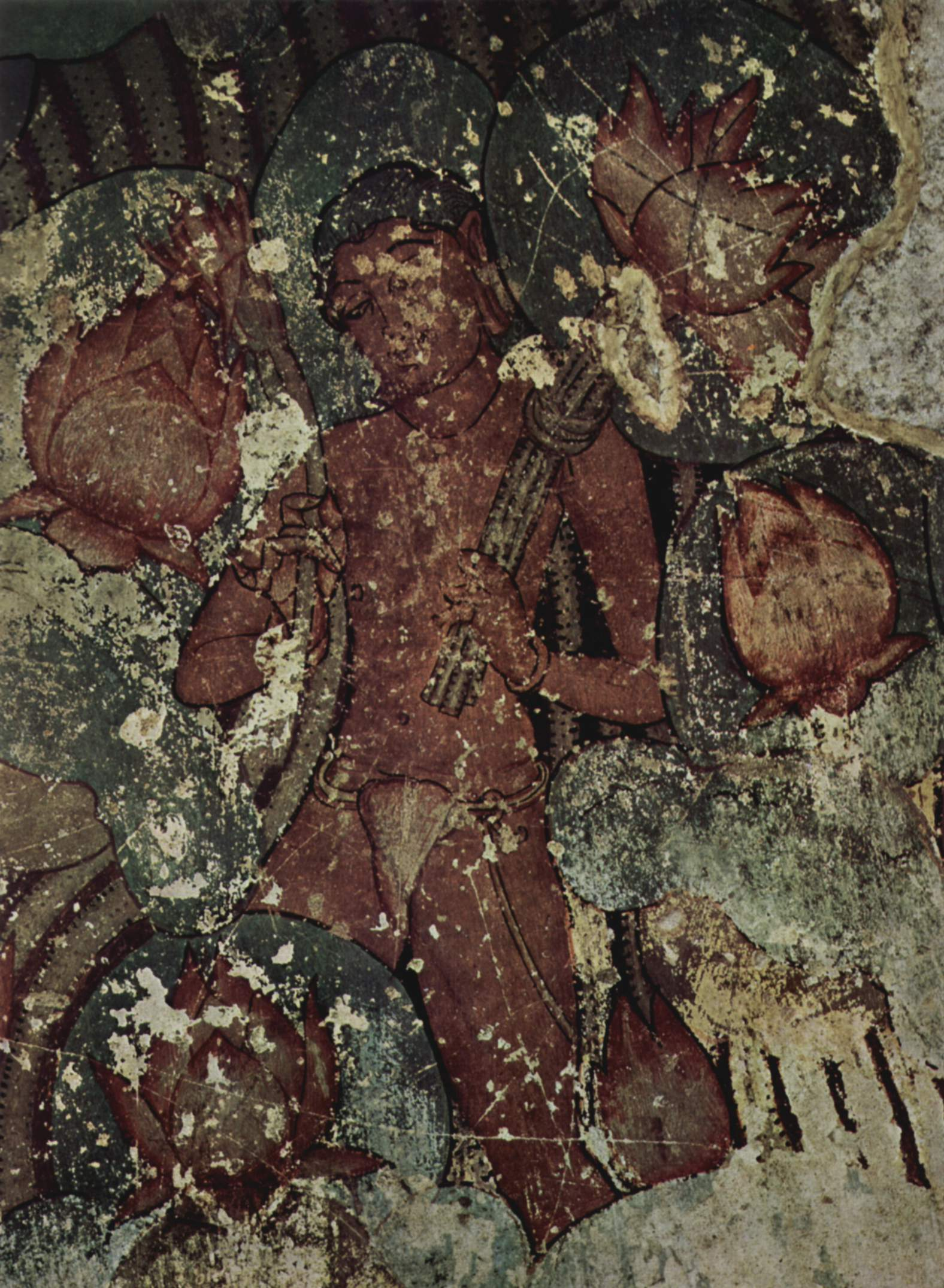
Dipinto raffigurante un giovane in kaupina, circa 850 d.C..

È un indumento intimo indossato dagli uomini, che aiuta a mantenere i genitali maschili coperti e premuti.
È ampiamente utilizzato dai lottatori (pehelwan) in India che partecipano al tradizionale gioco del Pehlwani (una forma di wrestling tradizionale). È indossato dai lottatori durante le partite, gli allenamenti e gli esercizi (kasrat). Il kaupinam in India è l'attrezzatura sportiva maschile tradizionale associata a quasi tutte le forme di sport fisici come kushti e kabaddi. È stato indossato da sportivi e culturisti durante le sessioni di allenamento sportivo e di fitness, simile all'uso contemporaneo di pantaloncini da ginnastica e slip da bagno sin dai tempi antichi ed è ancora utilizzato negli sport tradizionali. Il Langot era precedentemente indossato (ed è ancora indossato a volte) in India da uomini che eseguivano qualsiasi forma di attività fisica. I lottatori spesso indossano un perizoma a forma di guardia sotto per proteggere i loro genitali.
Il kaupinam è una forma molto antica di abbigliamento sportivo ed era in uso sin dal primo periodo vedico (2000-1500 aC) in India, come risulta evidente da un verso del Sam Veda, le sacre scritture indù, scritte a quel tempo. Si diceva che i devoti di Shiva indossassero il kaupinam.
L'indumento è disponibile in qualsiasi colore, benché i più frequenti sono il bianco, il nero, il rosso e il blu.

## Significato religioso
Ha un significato religioso collegato a ascetismo per gli indù. Bhāgavata Purāṇa ingiunge che un vero asceta non dovrebbe indossare nient'altro che un kaupina. A volte Lo stesso Lord Shiva è raffigurato con indosso Kaupina. Si dice che anche Lord Murugan di Palani e Hanuman indossino questo indumento. Langot o kaupin è associato al celibato. Sri Shankaracharya ha composto un verso chiamato "Kaupina Panchakam" per affermare il significato di ascetismo. Il famoso santo del Maharashtrian Samarth Ramdas e il santo Tamil Ramana Maharshi erano sempre raffigurati con indosso un langot nelle immagini popolari.

## Langota

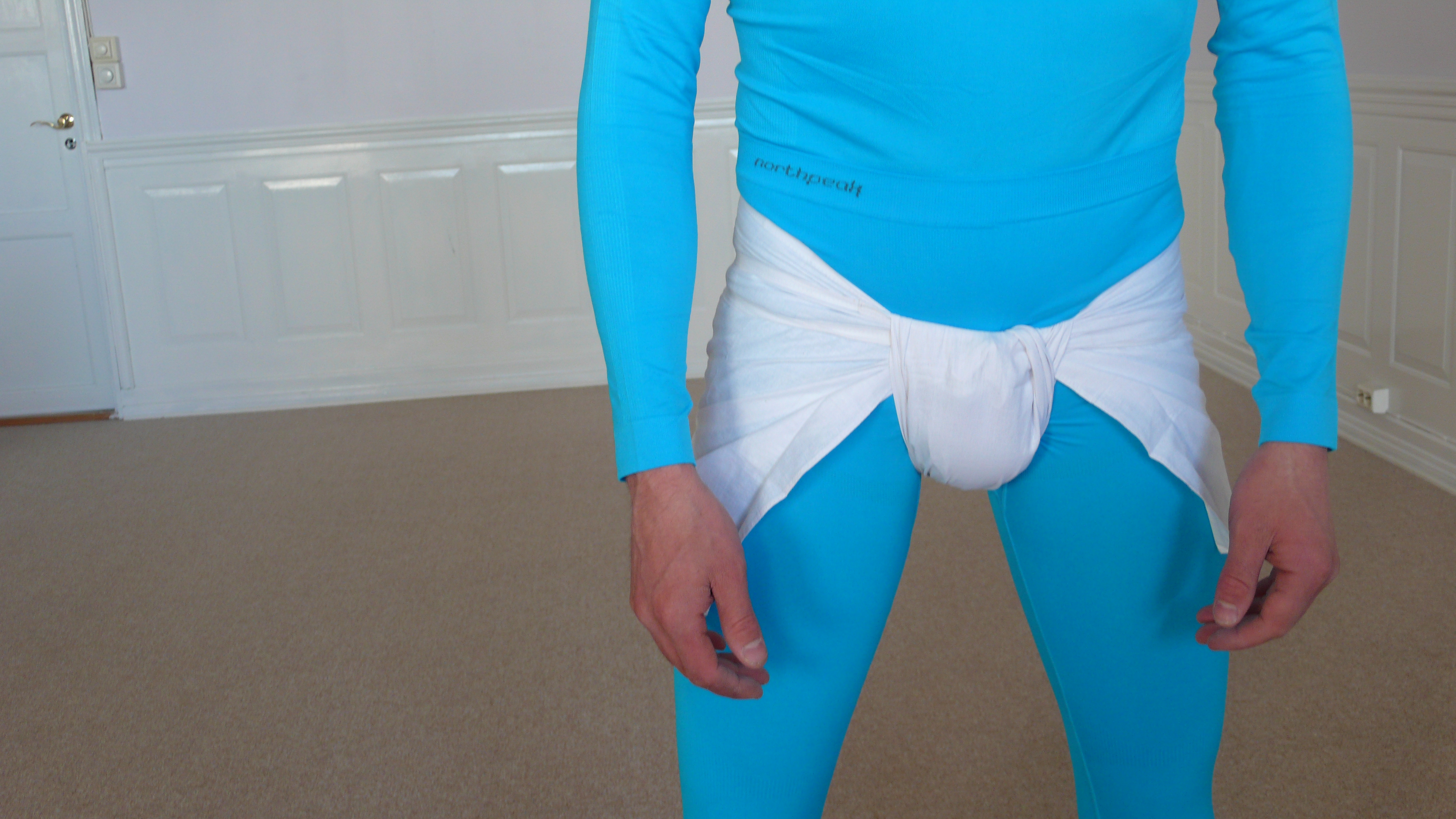
Langoti.

Langota o Langoti è uno stile tradizionale di perizoma indiano per uomo e una forma più moderna del kaupinam. È distinto dalla forma più vecchia in quanto è cucito e copre i glutei. Era indossato come biancheria intima in un dangal tenuto negli akharas. Ora è utilizzato principalmente dagli uomini durante l'allenamento e altri giochi fisici intensi, in particolare il wrestling, per prevenire ernie e idrocele.
Il perizoma è un pezzo unico di cotone largo 3 pollici e lungo 24 pollici. Viene prima messo tra le gambe e poi avvolto intorno alla vita molto strettamente.

## Nei media
Un langot è indossato da Mowgli, il protagonista umano del franchise de Il libro della giungla, inclusi i film del 1942, 1967-1971, 1967, 1994, 2003, 2016 e 2018.